# Ordovizisches Massenaussterben

Zeitskala (in Ma vor heute)

Das ordovizische Massenaussterben ereignete sich gegen Ende des Ordoviziums vor etwa 450 bis 440 Millionen Jahren und zählt zu den größten Massenaussterben der Erdgeschichte, sowohl hinsichtlich des Anteils der ausgelöschten Gattungen wie auch bezogen auf den Gesamtverlust an Individuen.
Wahrscheinlich traten in der Zeit zwischen 450 und 440 Millionen Jahren vor heute zwei Aussterbewellen im Abstand von einer Million Jahren auf.  Zu dieser Zeit war der Lebensraum aller bekannten Lebensformen auf die Meere und Seen begrenzt. Etwa 85 % der Arten, 60 % der Gattungen und 26 % der Familien aller meeresbewohnenden Arten starben aus, darunter zwei Drittel aller Armfüßer und Moostierchen; auch Muscheln, Stachelhäuter und Korallen waren stark betroffen.
Die Ursache des Massenaussterbens scheint die Bewegung von Gondwana gewesen zu sein, das in die Region des Südpols driftete. Die damit einhergehenden Vereisungen führten zu einem Abfall des Meeresspiegels und zu einer globalen Abkühlung. Mit fallendem Meeresspiegel gingen Lebensräume in den Flachseebezirken entlang der Kontinentalsockel verloren und Verbindungen zwischen Räumen wurden unterbrochen. Hinweise auf die Vereisung fanden sich auch in Sedimenten, die in der Sahara entdeckt wurden. In der nachfolgenden Kombination aus Absinken des Meeresspiegels und Abkühlung des globalen Klimas wird der wesentliche Grund für das Massenaussterben im oberen Ordovizium gesehen.

## Kontext
Das Aussterben fand vor ungefähr 443 Millionen Jahren statt, wie Funde aus dem oberen Ordovizium dokumentieren, und markiert die Grenze zwischen dem Ordovizium und dem darauf folgenden Silur. In der vorangegangene Spanne des Ordoviziums hatte sich die bis dahin bedeutendste Biodiversität in der Erdgeschichte entwickelt.  In der Zeit zwischen 450 und 440 Ma vor heute traten mehrere ausgeprägte Veränderungen in der Isotopen-Zusammensetzung von Sauerstoff und Kohlenstoff auf, welche biologisch verursachte Veränderungen anzeigen. Diese Komplexität könnte auf mehrere einzelne, nahe aufeinanderfolgende Ereignisse hindeuten oder auf mehrere Phasen innerhalb eines Ereignisses. Zu dieser Zeit lebten die komplexesten mehrzelligen Organismen in den Meeren. Etwa 100 marine Familien starben aus, was etwa 49 % der Gattungen der Fauna entspricht. Dezimiert wurden Muscheln, Stachelhäuter, Trilobiten, Conodonten und Graptolithen. Statistische Analysen legen nahe, dass der zu dieser Zeit auftretende Verlust an maritimem Leben mehr durch ein Anwachsen der Aussterberate als durch ein Absinken der Artbildung bedingt war.

## Mögliche Ursachen

Blaue Fläche: Aussterberaten unter fossil gut erhaltungsfähigen marinen Lebewesen (Gattungsebene) im Phanerozoikum

Diese Aussterbeereignisse sind Gegenstand intensiver Forschungstätigkeit. Die Aussterbehöhepunkte korrespondieren mit dem Beginn und Ende der schwersten Eiszeit des Phanerozoikums. Es markiert das Ende eines langen Abkühlungstrends im Hirnantium am Ende des Ordoviziums, in dem typischerweise Treibhausbedingungen vorgeherrscht hatten.
Dem Ereignis ging ein Abfall der atmosphärischen Kohlenstoffdioxid-Konzentration voraus, was primär auf die Flachwassergebiete der Meere wirkte, in denen die meisten Organismen lebten. Als der südliche Superkontinent Gondwana über den Südpol driftete, bildeten sich darauf Eiskappen.
Die zu dem Ereignis gehörige Gesteinsschicht wurde in Nordafrika und im damals angrenzenden Nordosten von Südamerika in Gesteinsabfolgen des späten Ordoviziums gefunden, was sich damals am Südpol befand. Durch Vereisung wird Wasser der Weltmeere gebunden, während Interglazialen wird es freigesetzt. Dies verursachte einen wiederholten Anstieg und Abfall des Meeresspiegels; die ausgedehnten, intrakontinentalen ordovizischen Flachwassermeere verschwanden, was viele ökologische Nischen eliminierte. Bei ihrer Rückkehr wurden sie von Gründer-Populationen besiedelt, denen viele Organismen-Familien fehlten. Mit dem nächsten Vergletscherungs-Puls verschwanden auch diese wieder, was die biologische Diversität jedes Mal weiter reduzierte. In den Schichtfolgen von Nordafrika berichtete Julien Morneau von fünf Vergletscherungspulsen seismischer Abschnitte.
Dies ging mit einer Verschiebung der Orte der Bodenwasser-Entstehung einher. Von Treibhaus-warmen niedrigen Breiten wurden sie in höhere Breiten verschoben, die aber von kälteren Bedingungen geprägt waren. Damit verstärkten sich die Tiefenwasserströmungen und die Anreicherung des Bodenwassers mit Sauerstoff. Für eine kurze Zeit gedieh dort eine daran angepasste Fauna, bevor anoxische Bedingungen wiederkehrten. Der Zusammenbruch ozeanischer Zirkulationsmuster brachte Nährstoffe von der Tiefsee nach oben. Überlebende Spezies waren solche, die mit den veränderten Bedingungen umgehen und die durch die Aussterbeereignisse hinterlassenen ökologischen Nischen ausfüllen konnten.

### Gammablitz

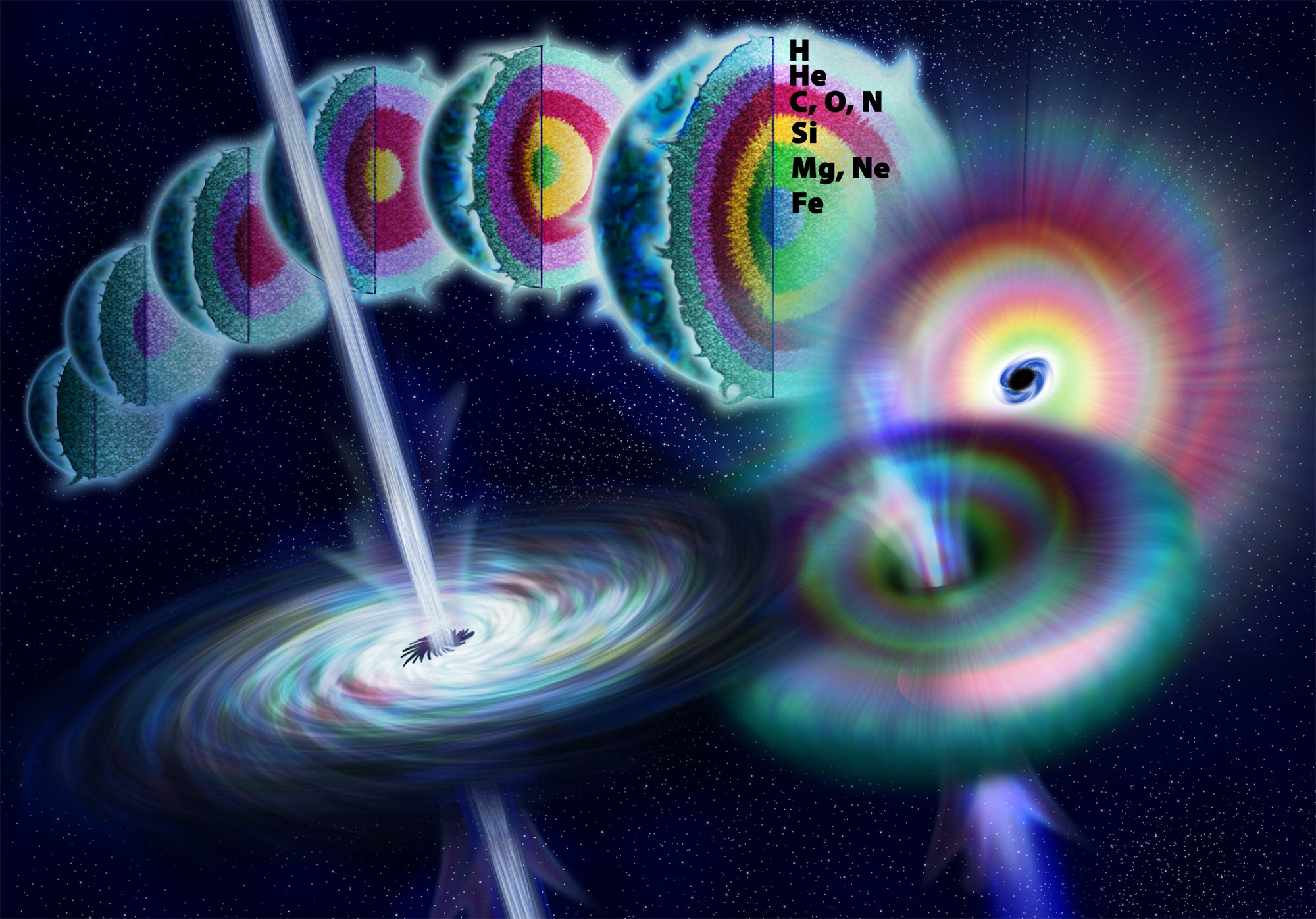
Gammablitz:
Veranschaulichung eines massereichen Sterns, der zu einem Schwarzen Loch kollabiert. Die freiwerdende Energie in Form von Jets entlang der Rotationsachse bildet einen Gammablitz.

Eine kleine Minderheit von Wissenschaftlern hat vorgeschlagen, dass die anfänglichen Aussterbeereignisse durch einen Gammablitz verursacht worden seien, der von einer Hypernova innerhalb einer Entfernung von 6000 Lichtjahren von der Erde stammte (aus einem angrenzenden Spiralarm der Milchstraße). Ein zehn Sekunden dauernder Ausbruch hätte die Hälfte der Ozonschicht der Erde schlagartig zerstört. Organismen, die in der Nähe der Erdoberfläche lebten – also auch Pflanzen – wären einer intensiven ultravioletten Strahlung ausgesetzt gewesen.
Obwohl die Hypothese mit dem Muster des Beginns des Aussterbeereignisses übereinstimmt, gibt es keine eindeutigen Hinweise, dass es je einen Gammablitz in der Nähe der Erde gab.

### Vulkanismus und Verwitterung
Jüngste Forschungsergebnisse deuten auf eine Rolle von Vulkanismus und des Treibhausgases CO2 – Klimaerwärmung und Anoxia – hin. Ausgasungen aufgrund des intensiven Vulkanismus im Ordovizium wurden durch starke Verwitterung der sich erhebenden Appalachen ausgeglichen, wodurch Kohlenstoffdioxid aus der Atmosphäre entfernt wurde. Im Hirnantium ging der Vulkanismus zurück und die andauernde Verwitterung verursachte eine signifikante und schnelle Absenkung der Kohlenstoffdioxidkonzentration. Dies korreliert mit der schlagartig aufgetretenen und kurzen Eiszeit.
Diese Ergebnisse sind jedoch kontrovers und gegensätzliche Ansichten wurden mit entsprechenden gegensätzlichen Nachweisen gestützt.

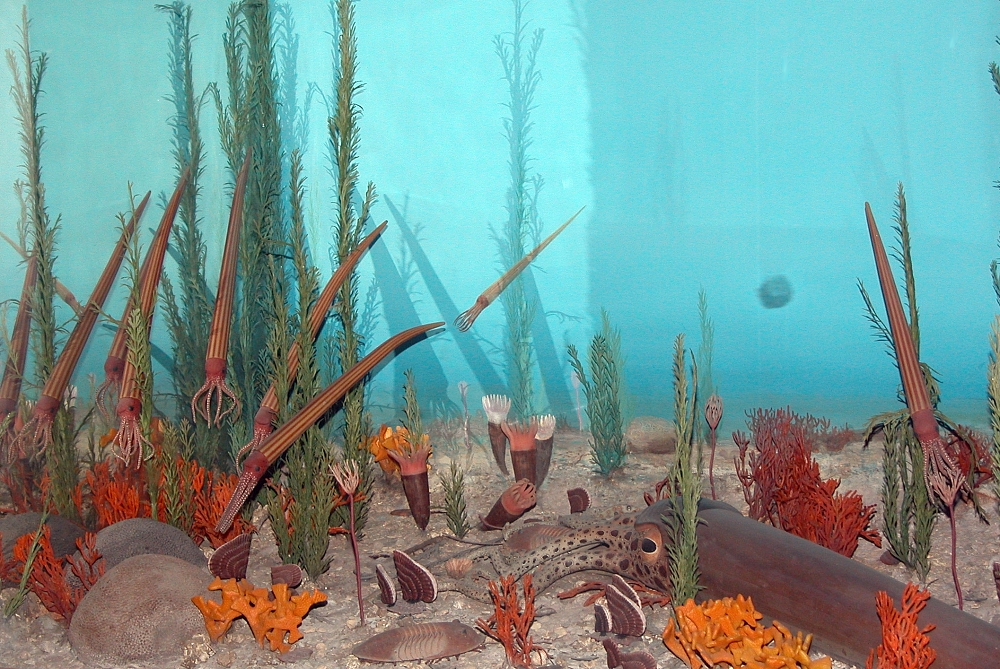
Leben im Ordovizium, Diorama im National Museum of Natural History

## Ende des Ereignisses
Das Ende des zweiten Ereignisses fand statt, als schmelzende Gletscher erneut einen Meeresspiegelanstieg verursachten und sich dieser stabilisierte. Die Erholung der Diversität des Lebens mit der erneuten Flutung der Kontinentalschelfe am Beginn des Silur brachte auch eine erhöhte Diversität innerhalb der überlebenden Ordnungen.